# Kropîvîșce, Colomeea
Kropîvîșce (în ucraineană Кропивище) este un sat în comuna Pîlîpî din raionul Colomeea, regiunea Ivano-Frankivsk, Ucraina.

## Demografie
Componența lingvistică a localității Kropîvîșce
     Ucraineană (99,79%)
     Alte limbi (0,21%)
Conform recensământului din 2001, majoritatea populației localității Kropîvîșce era vorbitoare de ucraineană (99,79%), existând în minoritate și vorbitori de alte limbi.